# Baboszewo (gemeente)
De gemeente Baboszewo is een landgemeente in het Poolse woiwodschap Mazovië, in powiat Płoński.
De zetel van de gemeente is in Baboszewo.
Op 30 juni 2004 telde de gemeente 7991 inwoners.

## Oppervlakte gegevens
In 2002 bedroeg de totale oppervlakte van gemeente Baboszewo 162,35 km², waarvan:
- agrarisch gebied: 82%
- bossen: 11%

De gemeente beslaat 11,73% van de totale oppervlakte van de powiat.

## Demografie
Stand op 30 juni 2004:
| Omschrijving                   | Totaal | Totaal | Vrouwen | Vrouwen | Mannen | Mannen |
| ------------------------------ | ------ | ------ | ------- | ------- | ------ | ------ |
| eenheid                        | aantal | %      | aantal  | %       | aantal | %      |
| inwoners                       | 7991   | 100    | 4049    | 50,7    | 3942   | 49,3   |
| bevolkingsdichtheid (inw./km²) | 49,2   | 49,2   | 24,9    | 24,9    | 24,3   | 24,3   |

In 2002 bedroeg het gemiddelde inkomen per inwoner 1320,74 zł.

## Administratieve plaatsen (sołectwo)
Baboszewo, Bożewo, Brzeście, Brzeście Małe, Brzeście Nowe, Budy Radzymińskie, Cieszkowo-Kolonia, Cieszkowo Nowe, Cieszkowo Stare, Cywiny-Dynguny, Cywiny Wojskie, Dłużniewo, Dramin, Dziektarzewo, Galomin, Galominek, Galominek Nowy, Goszczyce Poświętne, Goszczyce Średnie, Jarocin, Jesionka, Kiełki, Korzybie, Kowale, Krościn, Kruszewie, Lachówiec, Lutomierzyn, Mystkowo, Niedarzyn, Pawłowo, Pieńki Rzewińskie, Polesie, Rybitwy, Rzewin, Sarbiewo, Sokolniki Nowe, Sokolniki Stare, Śródborze, Wola Dłużniewska, Wola-Folwark, Zbyszyno.

## Aangrenzende gemeenten
Dzierzążnia, Glinojeck, Płońsk, Raciąż, Sochocin, Staroźreby

## Stedenband
- Kovel, Oekraïne